# San Sebastián de La Gomera
San Sebastián de La Gomera és un municipi espanyol que es troba a la província de Santa Cruz de Tenerife. És la capital de La Gomera. Està situat a l'est de l'illa. La seva superfície és de 114,47 km² i es troba a 5 msnm.
Compta amb un port comercial pel qual va passar Cristòfor Colom en els seus viatges al continent americà. El lloc on es va allotjar, la Casa de Colón, és ara un museu. En aquest municipi es troba La Torre del Comte que va ser construïda entre els anys 1447 i 1450 pel comte de La Gomera. Durant una rebel·lió dels nadius de l'illa va ser lloc de refugi pels espanyols. També destaca l'església de Nostra Senyora de l'Assumpció i l'Ermita de Sant Sebastià. Al voltant de 1599 un grup d'holandesos van intentar envair l'illa pel port de la Vila, però van ser rebutjats pels gomeros.

## Economia
L'economia està basada en l'agricultura (exportació de plàtans) i el turisme. En els últims anys ha cobrat importància el sector serveis.

## Població
Sant Sebastián de La Gomera té una població de 8.515 habitants (INE, 2007). A més del casc, les entitats poblacionals més importants són El Molinito, Laguna de Santiago i Tecina. Pels volts del 1850 va absorbir el municipi de Jerduñe.